# Saint-Armel (Ille i Vilaine)
Saint-Armel (en bretó Sant-Armael-ar-Gilli) és un municipi francès, situat a la regió de Bretanya, al departament d'Ille i Vilaine. L'any 2006 tenia 1.738 habitants.

## Demografia
| 1962                                       | 1968 | 1975 | 1982  | 1990  | 1999  |
| ------------------------------------------ | ---- | ---- | ----- | ----- | ----- |
| 5321                                       | 716  | 809  | 1.003 | 1.290 | 1.393 |
| Des de 1962: població sense dobles comptes |      |      |       |       |       |

## Administració
| Període   | Identitat        | Partit        |
| --------- | ---------------- | ------------- |
| 2001-2008 | Daniel Trotoux   | PS            |
| 2008-     | Pierrick Houssel | Divers droite |

## Galeria d'imatges

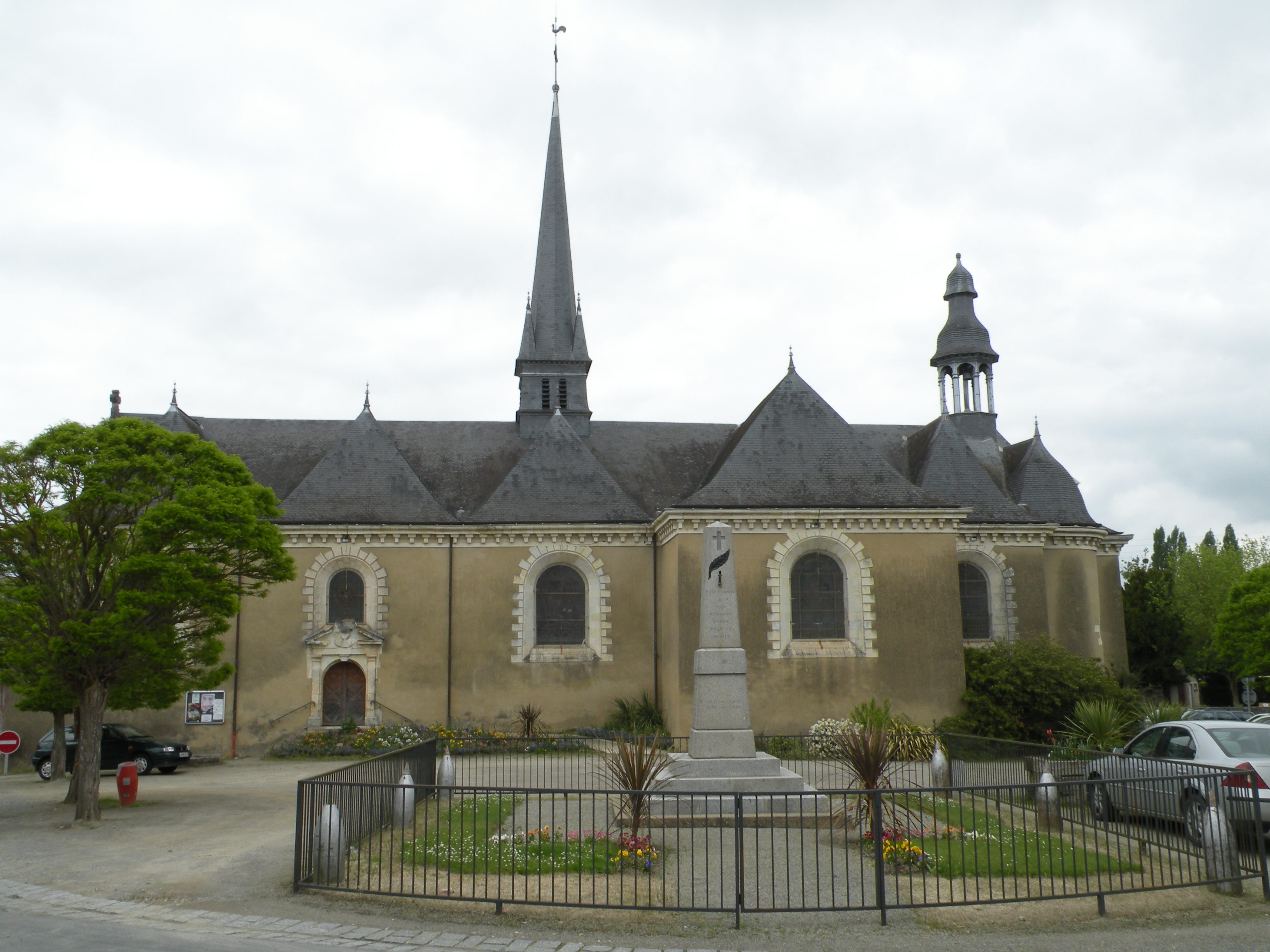
Església Saint-Armel
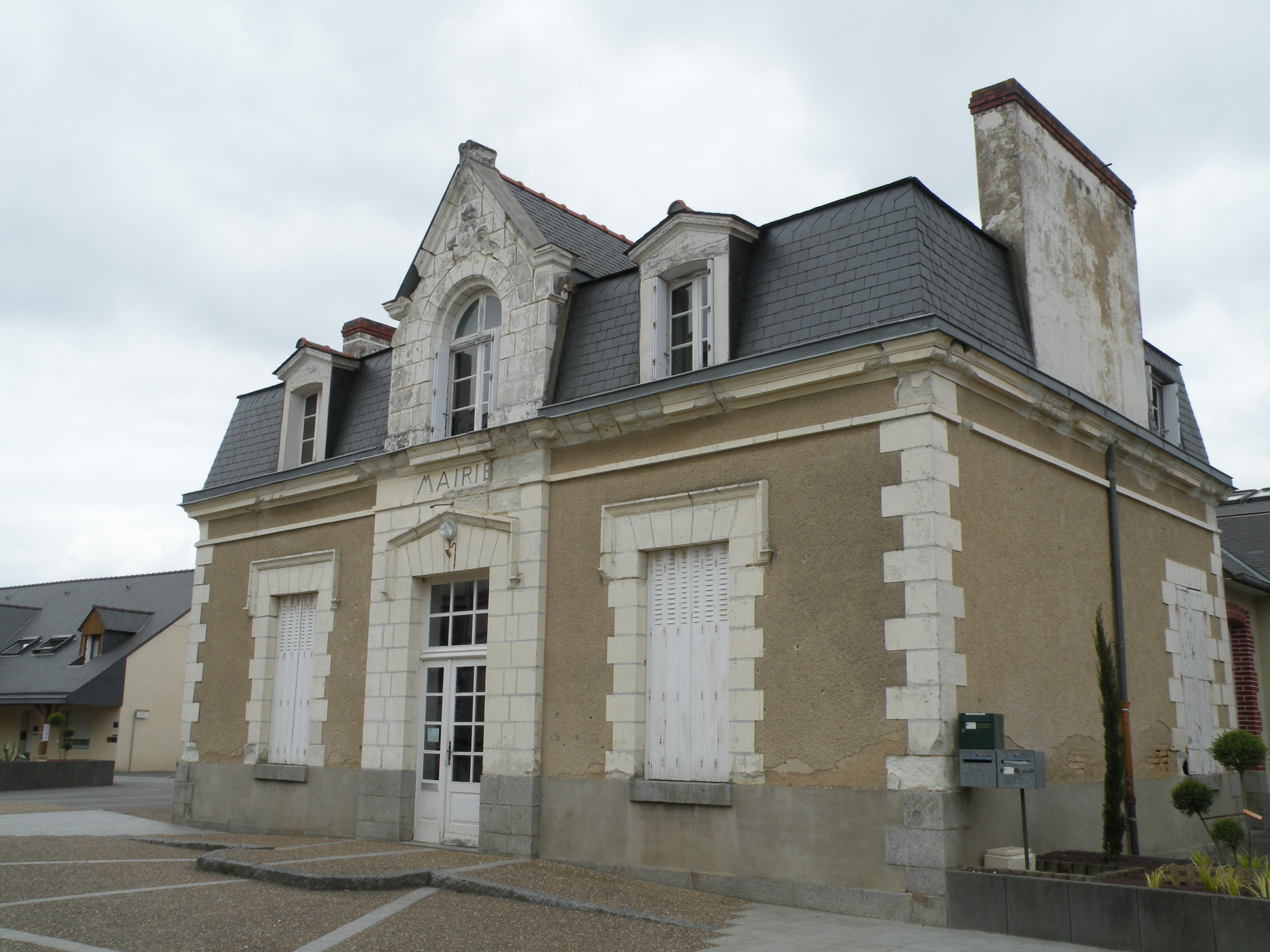
Alcaldia
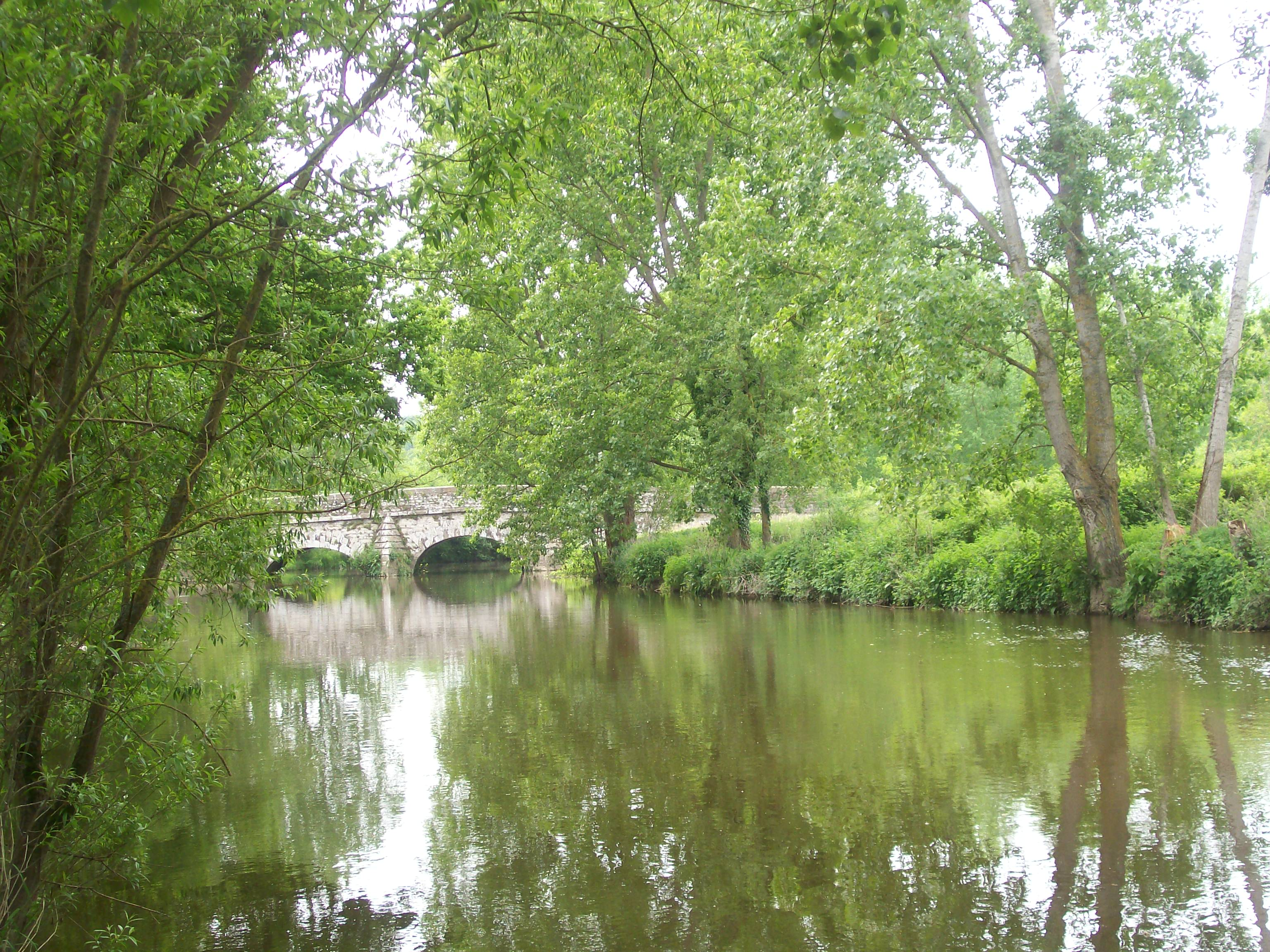
EL pont de Vaugon marca el límit amb Vern-sur-Seiche